# Euxesta schusteri
Euxesta schusteri är en tvåvingeart som beskrevs av Steyskal 1966. Euxesta schusteri ingår i släktet Euxesta och familjen fläckflugor. Inga underarter finns listade i Catalogue of Life.